# Мефодіївка
Мефо́діївка — село в Україні, у Нечаянській сільській громаді Миколаївського району Миколаївської області. Населення становить 16 осіб.